# Carolina Larriera
Carolina Larriera (Bahía Blanca, 13 de fevereiro de 1973) é uma economista argentina. Foi membro da Organização das Nações Unidas de 1995 a 2005 e teve uma união civil com o diplomata brasileiro Sérgio Vieira de Mello.

## Formação e atuação
Economista formada na Universidade de Harvard, foi membro do Departamento de Missões de Manutenção da Paz das Nações Unidas, entre os anos de 1995 e 2005.
Carolina ingressou na ONU e trabalhou como voluntária até 1997, quando se formou em economia. Desiludida com o mercado financeiro, ela continuou na organização até ser designada para Timor-Leste, onde atuou no processo de pacificação e independência daquele país até 2003. Lá, ela fez parte da administração do projeto de concessão de microcrédito Small Enterprises Project, do Trust Fund for East Timor (TFET) pelo Banco Mundial. Foi durante esse período que ela conheceu o brasileiro Sérgio Vieira de Mello, que atuava como Alto Comissário da ONU no Timor, com quem passou a viver.
Em 2003 ambos foram para Bagdá e, em 19 de agosto, o Hotel Canal, que servia como sede da ONU havia dez anos, foi alvo de um atentado suicida que vitimou 22 pessoas, entre elas, Sérgio. No momento do atentado, ela trabalhava na sua sala no mesmo edifício e a poucos metros da sala de Sérgio, que foi completamente destruída pelo caminhão bomba. Imagens registradas pelas TVs logo após o atentado mostram Carolina desesperada, gritando pelo nome de Sérgio no meio dos escombros. Sérgio ainda conseguiu contactar Carolina e as equipes de resgate por celular, mas faleceu poucas horas depois.
Em 2004 foi eleita "Mulher do Ano" pelo Conselho Nacional da Mulher do Brasil, renunciando da ONU em 2005, fazendo dura crítica a falta de investigações sobre o incidente.  Também foi representante na América Latina da ONG suíça DNDi (Iniciativa Medicamentos para Doenças Negligenciadas), chefiando em 2008 o Escritório Regional na América do Sul. Foi professora na PUC e do curso de Relações Internacionais do Ibmec-RJ.
Carolina é uma Fellow no Hauser Center da Harvard University e também da Carr Center of Human Rights na Harvard Kennedy School. Mora no Rio de Janeiro, Brasil.

## Vida pessoal
Sergio e Carolina tinham uma união civil que durou até a sua morte. O julgamento da união estável civil foi o resultado de um processo ganho por Larriera contra Annie, ex-mulher de Sérgio, seus herdeiros e o Espólio, e foi concedido por um painel de três juízes liderado pela juíza Regina Fábregas da Vara da Família da Comarca da Capital, Poder Judiciário, Rio de Janeiro, Brasil, após um processo de mais de dez anos.

## Condecorações
- Medalha de Mérito do Timor-Leste (2012)[13][14]

## Representações cinematográficas
Ela foi representada pela atriz Ana de Armas na produção cinematográfica Sergio, de 2020.